# Eulemur collaris
Eulemur collaris  (лат.) — примат из семейства лемуровых. Ранее считался подвидом Eulemur fulvus, в 2001 году был поднят до ранга вида.

## Описание
Лемуры среднего размера. Хвост длинный, покрыт густой шерстью, используется в качестве балансира при передвижении. Выражен половой дихроматизм. Самцы имеют серо-коричневую спину, более тёмный хвост и светлые брюхо и грудь. Морда и голова синевато-серые, более тёмные, чем спина. По хребту идёт тёмная полоса. Щёки и подбородок покрыты длинной густой шерстью от кремового до красновато-коричневого цвета. Шерсть самок более коричневая, чем у самцов на спине, брюхо кремово-серое. Голова и морда серые со светло-серой отметиной на макушке. Шерсть на щеках и подбородке не такая длинная и густая, как у самцов. Глаза у обоих полов оранжево-красные. Длина тела около 40 см, длина хвоста от 50 до 55 см. Вес от 2,25 до 2,5 кг.

## Распространение
Встречаются в юго-восточной части Мадагаскара от реки Мананара на юг до города Туланьяро. Населяют влажные тропические леса, предпочитая верхние ярусы.

## Поведение
Образуют небольшие группы от 3 до 12 особей, хотя встречаются и более крупные, численностью до 29 особей, группы. В каждой группе может быть несколько взрослых самок и самцов. Брачный сезон в июне и июле. Беременность длится около 120 дней, детёныши рождаются в период между сентябрём и ноябрём. В помёте один, редко два, детёныш. Половой зрелости достигают на втором году жизни. Продолжительность жизни в дикой природе составляет от 20 до 25 лет.
Могут быть активны как днём, так и ночью. В рационе преимущественно фрукты, дополнением к рациону служат молодые листья, кора и мелкие беспозвоночные.

## Статус популяции
Международный союз охраны природы присвоил виду охранный статус «Уязвимый», так как по оценкам на 2008 год численность популяции сократилась более, чем на 30 % за 24 года (3 поколения). Основные угрозы популяции — разрушение среды обитания и охота.